# مهیار عیار
مهیار عیار یک مجموعه تلویزیونی تاریخی ایرانی به کارگردانی سید جمال سیدحاتمی، نویسندگی محمدرضا محمدی‌نیکو و تهیه‌کنندگی بهروز مفید است که از ۳ آذر تا ۱۵ دی ۱۴۰۳ از شبکه سه سیما پخش شده است.
خط داستانی سریال در دوران صفویه در شهرهای یزد و اصفهان روی می‌دهد. این سریال با امکانات ویرچوال پروداکشن تهیه شده است.

## داستان
این سریال دربارهٔ راهزنی است که بر اساس اتفاقی در شهر یزد، پای چوبه‌دار می‌رود و همان موقع خواهشی را مبنی بر دیدار مادرش مطرح می‌کند. جوانمردی برای اینکه راهزن به خواسته‌اش برسد، وساطت می‌کند و این اقدام باعث می‌شود که او دچار تحول شود و به سمت عیاری بیاید. مهیار از مهارت و ذکاوت خوبی برخوردار است و به مرور با مشکلاتی که در شهر اصفهان و در محله خود (محله دردشت) برای مردم، داروغه و… اتفاق می‌افتد، درگیر می‌شود و هر بار داستان جدیدی روایت می‌شود.
بهروز مفید، تهیه‌کننده مهیار عیار گفت: «در اوایل سال ۱۴۰۱ بود که سیما فیلم طرحی از محمد نیکو را به من ارائه داد که بخوانم و تصمیم بگیرم که آمادگی تهیه آن را دارم یا خیر. داستان، قصه یک عیار یا به عبارتی راهزنی بود که در جریان یک اتفاقی، جوانمردی روح او را می‌خرد (مانند داستان ژان والژان) به این ترتیب این راهزن که مهارت خاصی داشت بر اثر جوانمردی که برایش اتفاق می‌افتد دچار تحول می‌شود و مسیر زندگی خود را تغییر می‌دهد.»
وی ادامه داد: «بعد از خواندن طرح، پیشنهادی که به نویسنده دادم این بود که ما از این فرصت استفاده کنیم و این داستان را در یک مقطع تاریخی که حرفی برای گفتن دارد؛ مانند مقطع صفویه ارائه کنیم. دوران صفویه یک دوارن تمدنی برای ما است. در این مقطع اولا یک آرامش خوبی در کشور برقرار بوده و دوما کشور در مسیر جاده ابریشم قرار داشته و تجارت بازرگانی خارجی در مسیر کشور در جریان بوده است. از طرفی تولیدکنندگان عمده نساجی به ویژه در زمینه پارچه‌های ابریشمی در این دوره فعالیت می‌کردند. در عین حال به دلیل اینکه در آن دوره جزو امپراطوری بودیم حضور جهانگردهای اروپایی و مستشاران را هم در کشورمان داشتیم.»
مفید افزود: «این موضوع بهانه‌ای می‌شد که بدون اینکه بخواهیم به صورت مستقیم شرایط تاریخی خود را مطرح کنیم، در یک بستر داستانی به تاریخ هم بپردازیم و نگاه جوانانمان را با آن شرایط آشنا کنیم. دو شخصیت دیگر هم به مجموعه اضافه کردیم که یکی «شاهک» و دیگری حکیمی بود که شاگرد شیخ بهایی است. ما از طریق این شاگرد سعی کردیم به مسائل فرهنگی آن زمان و شخصیت شیخ بهایی به‌طور غیرمستقیم بپردازیم.»

## بازیگران
- کامران تفتی
- متین ستوده
- بهنام تشکر
- سیامک صفری
- رامین ناصرنصیر
- آشا محرابی
- رسول نقوی
- رؤیا میرعلمی
- حمیده مقدسی
- سامرند معروفی
- دانیال نوروش
- پریا مردانیان
- صفا آقاجانی
- آتش تقی‌پور
- سیروس همتی
- مهرداد ضیایی
- بهراد خرازی
- بابک نوری
- سید محمدجواد طاهری
- محمد ماهان جعفری
- مهرنوش حسینی
- محمدرضا هلال‌زاده
- بهروز بخت‌آور
- جواد کشانی
- |مهدی حاجیان

## پخش
پیش‌تر در خبرهای اولیه از احتمال پخش این سریال برای مناسبت‌های عید نوروز و ماه رمضان سال ۱۴۰۳ گمانه زنی شده بود که به وقوع نپیوست. پس از آن پیش‌بینی می‌شد که این اتفاق در ماه رمضان و عید نوروز سال ۱۴۰۴ نیز رخ بدهد اما سرانجام این اثر به عنوان سریال غیر مناسبتی پخش خود را از ۳ آذر سال ۱۴۰۳ آغاز کرد. مهیار عیار در ابتدا قرار بود از شبکه دو روی آنتن برود اما با منحل شدن گروه‌های فیلم و سریال شبکه‌های تلویزیونی سازمان صداوسیما و ادغام آن‌ها با مرکز سیمافیلم مسئولیت پخش مهیار عیار به شبکه سه واگذار شد.

## نقد و بررسی
- بیشتر انتقادات به مجموعه در رسانه‌ها مربوط به انتخاب بازیگران زن با چهره‌های عمل کرده و کامران تفتی برای نقش مهیار است، مشرق نیوز در این باره نوشت: البته، طبعاً نمی‌شد انتظار داشت که سازندهٔ سریال «مستوران»، با آن ضعف‌های فاحش محتوایی و فرمی، اصلاح و ارتقایی در کار خود صورت داده باشد، چرا که اصولاً در مشغلهٔ سریال‌سازی پشت سر هم، وقتی برای بازنگری و به‌روزرسانی وجود ندارد! از همین رو، «مهیار عیار» هم، بالطبع، دچار همان ضعف‌ها و نقایص کلی است که «مستوران» دچار آن بود. مهیار (کامران تفتی) که عمری در بیابان و صحرا به راهزنی و دزدی مشغول بوده، این سطح از آراستگی، فرهیختگی و پرنسیب را از کجا آموخته است؟ آیا این قدر در اصفهان عصر صفوی، قحط‌الرجال بوده که همه امور باید به دست یک راهزن پیشین، سامان یاید و هنوز عرق راهزنی (نه عیاری!) او خشک نشده، امین «ناموس» مردمان شود!؟ جالب این‌جاست که جناب عیار صرفاً با خواهش و تمنای نسوان خوش‌سیما و شیک‌پوش و دوشیزگان اشراف‌زاده (خاتون بیگم، ماشا خانم، دختر داروغه و…) نرم می‌شود و از شکار راهزن تا دستفروشی پارچه را به عهده می‌گیرد. آن هم زنانی با صورت‌های عمل کرده، لب‌های پروتزشده، ابروهای تتوکرده و آرایش مدروز و جواهرات لوکس.[۵]